# Sony Dynamic Digital Sound

Konfigurace formátu SDDS

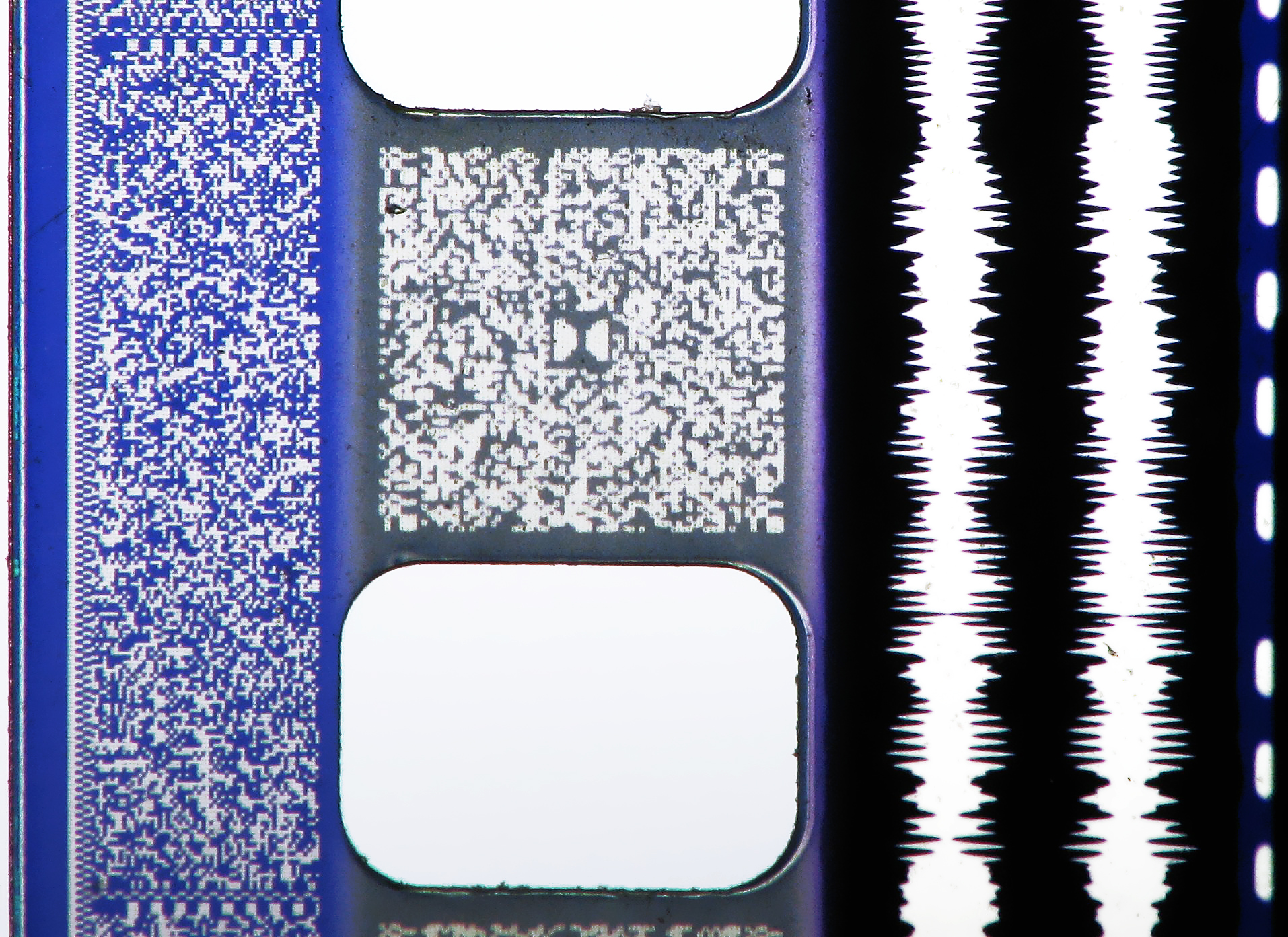
Zvukové záznamy na filmové kopii.
Zleva doprava: SDDS (jedna část), Dolby Digital, Dolby Stereo, DTS (timecode).

Sony Dynamic Digital Sound (oficiální zkratka SDDS) je formát digitálního prostorového zvukového systému, vyvinutého firmou Sony pro 35mm filmovou kopii. Představuje konkurenci pro formáty Dolby Digital a DTS, avšak na rozdíl od nich je SDDS určen výlučně pro kina a nemá žádnou variantu pro běžné domácí použití. SDDS využívá konfiguraci 7.1, tedy 5 kanálů za promítací plochou - levý přední (L), levý střed (Lc), střed (C), pravý střed (Rc), přední pravý (R), 2 zadní efektové kanály Ls a Rs a jeden nízkofrekvenční LFE kanál. K dispozici jsou dvě varianty konfigurace: se 7.1 kanály a s 5.1 kanály, přičemž ve většině kin je k dispozici varianta s 5.1 kanály. Potenciál plná varianta 7.1 je jen v kinech s promítací plochou větších rozměrů. V současnosti se už další instalace s tímto formátem neprovádějí a společnost Sony již další kódery a dekódery nevyrábí a pouze poskytuje technickou podporu pro stávající zařízení a instalace.
Na filmovém pásu je zaznamenán na levé a pravé straně pásu mezi perforací a okrajem v podobě azurových pruhů. Záznam na jedné stráně pásu zálohuje záznam na straně druhé, informace v obou pruzích ale nejsou totožné. Plnohodnotná reprodukce vyžaduje snímání obou záznamů, kde je uloženo po 4 kanálech. Pokud je jeden ze záznamů nečitelný (např. z důvodu zástřihu nebo poškození kopie), nahradí se chybějící kanály záložními zvukovými stopami. Každý záznam má dvě takové. Celkový bitový tok činí 2,2 Mbit/s. 
| Záznam blíže obrazu (P-side) | Záznam blíže obrazu (S-side) |
| ---------------------------- | ---------------------------- |
| L                            | R                            |
| Lc                           | Rc                           |
| C                            | LFE                          |
| Ls                           | Rs                           |
| záložní Rm (mix R + Rc + Rs) | záložní Lm (mix L + Lc + Ls) |
| záložní LFE (komprimovaný)   | záložní C (komprimovaný)     |

Záznamy jsou vzájemně posunuty o 17 obrazových políček, což předchází výpadkům zvuku v případě vystřižení kratšího úseku filmové kopie. Zvukový procesor v čase vyhodnocuje kvalitu snímané zvukové stopy a v případě, že je nedostatečná, reprodukuje se zvuk z jiného záznamu (je-li na filmové kopii k dispozici), a to v pořadí: SDDS → DTS → Dolby Digital → analogový záznam.